# Peptidsyntese
Peptidsyntese er indenfor kemien, navnet for de processer, hvormed man kan fremstille proteiner eller dele af proteiner ved kemisk syntese ud fra aktiverede aminosyrer.
Når processen foregår i en levende organismes celler, kaldes den for proteinbiosyntese eller bare for proteinsyntese.
|  | Denne artikel om noget teknisk eller videnskabeligt kan blive bedre, hvis der indsættes et (bedre) billede. Du kan hjælpe ved at afsøge Wikimedia Commons for et passende billede eller lægge et op på Wikimedia Commons med en af de tilladte licenser og indsætte det i artiklen. |

| Naturvidenskab | Spire Denne naturvidenskabsartikel er en spire som bør udbygges. Du er velkommen til at hjælpe Wikipedia ved at udvide den. |